# أكيرا تاكاب
أَكيرا تاكابً (باليابانية: 高部 聖) (مواليد 9 مايو 1982)، هو لاعب كرة قدم ياباني سابق كان يلعب كمهاجم.

## وصلات خارجية
- أكيرا تاكاب على موقع رابطة كرة القدم اليابانية للمحترفين (اليابانية)
- أكيرا تاكاب على موقع عالم كرة القدم.نت (الإنجليزية)